# Малафеев, Александр Степанович
Александр Степанович Малафеев (16 августа 1935, с. Русские Сарсасы, Чистопольский район, Татарская АССР, РСФСР — 14 января 2010, Пермь, Российская Федерация) — советский государственный деятель, председатель Пермского облисполкома (1979—1984).

## Биография
Окончил технический факультет Пермского государственного университета им. А. М. Горького (1958) по специальности «металловедение и технология термической обработки металлов».
В 1958—1959 гг. — инженер-термист, затем старший инженер-технолог Пермского завода горношахтного машиностроения,
в 1959—1966 гг. — производственный мастер, инженер-технолог, начальник цеха, главный инженер СКБ Пермского машиностроительного завода им. В. И. Ленина.
В 1966—1975 гг. — главный инженер, начальник Конструкторского бюро машиностроения.
В 1975—1979 гг. — первый секретарь Пермского горкома КПСС.
В 1979—1984 гг. — председатель исполкома Пермского областного Совета народных депутатов.
С 1984 г. — генеральный директор Пермского научно-исследовательского и технологического института (ПНИТИ).
Доктор технических наук. Автор 13 научно-технических статей в центральных отраслевых научно-технических журналах, 18 изобретений (патентов и авторских свидетельств).

## Награды и звания
- Ордена «Знак Почёта» (1971), Трудового Красного Знамени (1976).
- Лауреат Ленинской премии (1990), Государственной премии СССР (1977).
- Орден Почета (2002).
- Медаль «За трудовую доблесть» (1966).
- Медаль «За доблестный труд. В ознаменование 100-летия со дня рождения В.И.Ленина» (1970).
- Медаль «Ветеран труда» (1983).
- «Заслуженный машиностроитель Российской Федерации» (1998).
- Памятная медаль им. С.П. Королева (2008).

Почетный гражданин города Перми (2004).